# Brodské
Brodské (Hongaars: Gázlós, Duits: Brodsko) is een Slowaakse gemeente in de regio Trnava, en maakt deel uit van het district Skalica.
Brodské telt 2374 inwoners.
De rivier Morava stroomt door Brodské.

## Galerij

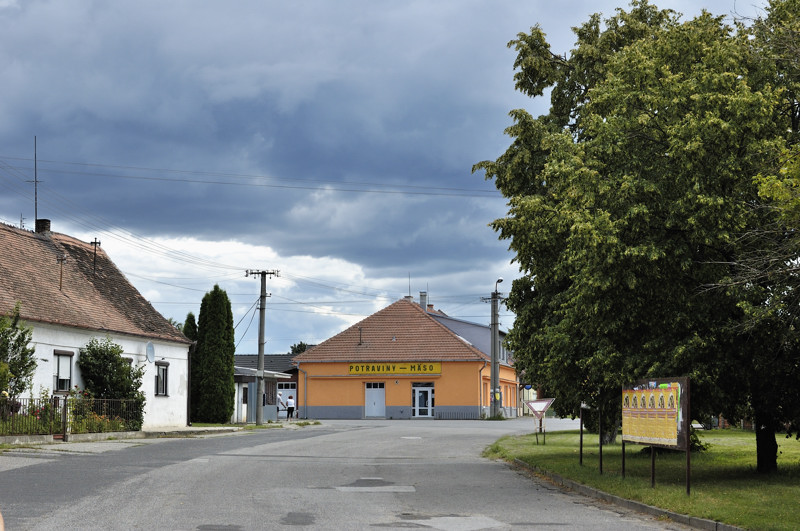
Dorpsgezicht
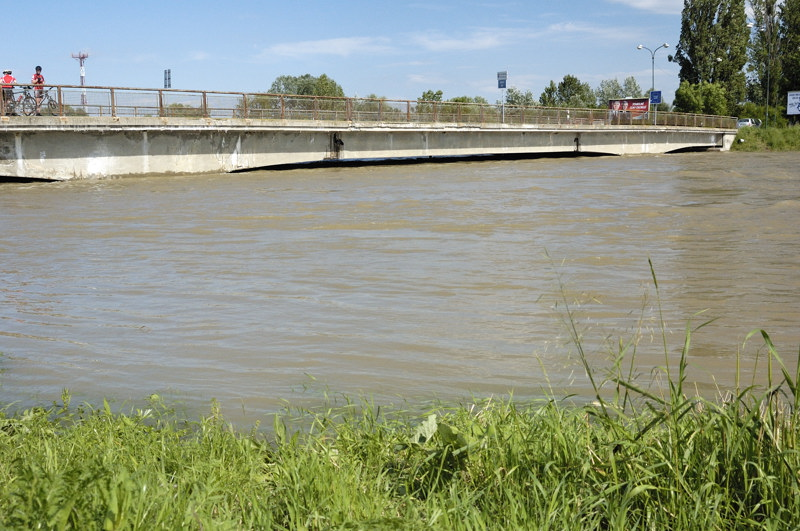
De Morava nabij Brodské
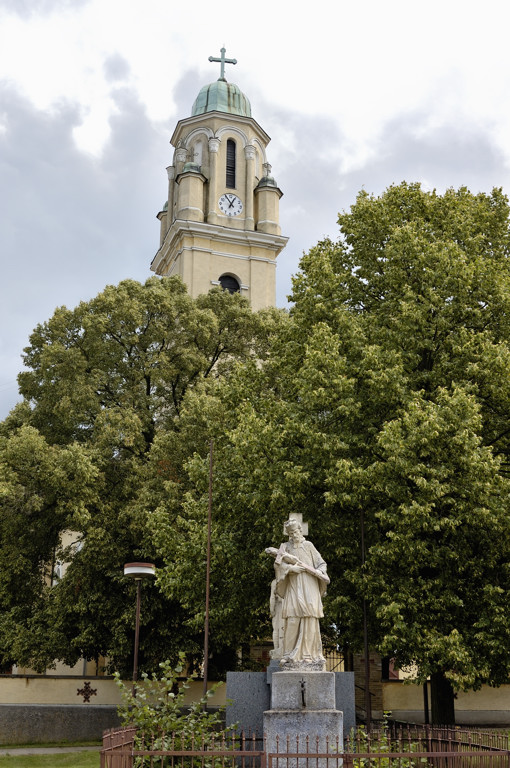
Kerk van Antonius De Grote